# Sibinia pellucens

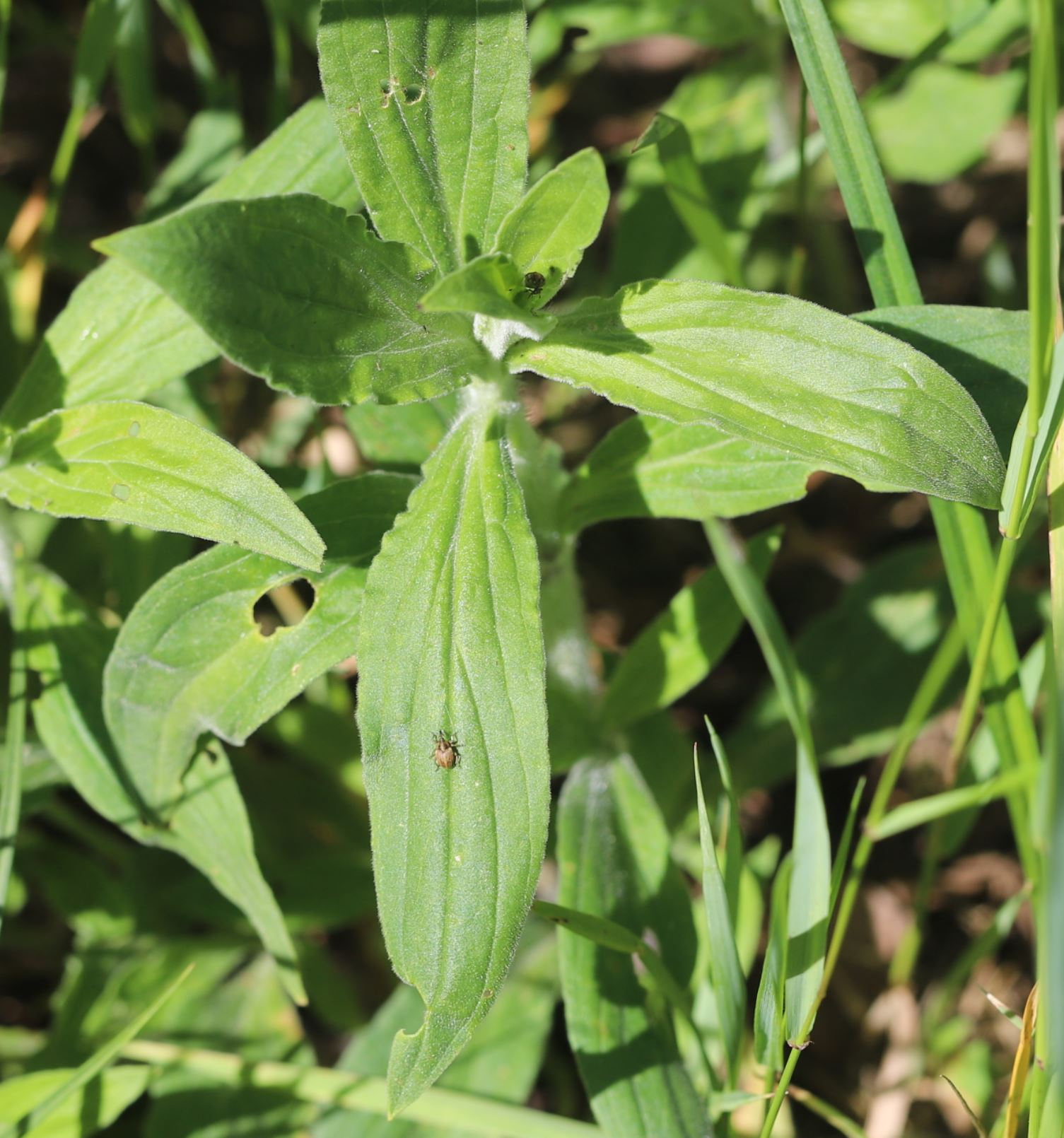
Käfer an einer Lichtnelke

Sibinia pellucens ist ein Käfer aus der Familie der Rüsselkäfer (Curculionidae). Im Deutschen wird er auch als Lichtnelkenrüssler oder Wald-Nelkenrüssler bezeichnet.

## Beschreibung
Die ovalförmigen Käfer sind 3,5–4,2 mm lang (gemessen von der Vorderkante der Augen bis zum hinteren Ende der Deckflügel) und damit die größten der Gattung in Mitteleuropa. Die schwarzen Käfer sind mit grauen und graugelben Schuppen bedeckt. Sie besitzen einen relativ schmalen langen Rüssel (Rostrum). Der Halsschild weist gewöhnlich zwei breite dunkle Seitenbinden auf. Der Klauenzahn ist fast so lang wie die eigentlichen Klauen.

## Verbreitung
Die Käferart ist in der westlichen Paläarktis verbreitet. In Europa ist sie weit verbreitet. Ihr Vorkommen reicht im Norden bis nach Großbritannien, ins Baltikum und nach Finnland. Im Süden reicht das Vorkommen bis nach Nordafrika sowie im Osten bis nach Zentralasien (Turkestan). In Deutschland findet man die Käfer in Tallagen. Die nördliche Verbreitungsgrenze in Deutschland liegt in Holstein.

## Lebensweise
Die Larven der Käfer entwickeln sich in den Fruchtkapseln ihrer Wirtspflanzen. Sie erzeugen dabei eine Galle. Zu den Wirtspflanzen zählen verschiedene Leimkräuter (Silene), darunter die Weiße Lichtnelke (Silene latifolia), die Rote Lichtnelke (Silene dioica), das Strauchige Leimkraut (Silene fruticosa), das Nickende Leimkraut (Silene nutans) sowie das Taubenkropf-Leimkraut (Silene vulgaris). Die Verpuppung findet innerhalb der Galle statt. Die ausgewachsenen Käfer beobachtet man gewöhnlich in den Monaten Mai und Juni.

## Gefährdung
Die Art gilt in Deutschland als ungefährdet.